# Bassila
Bassila este un oraș din departamentul Donga, Benin.